# Royal Berkshire Regiment

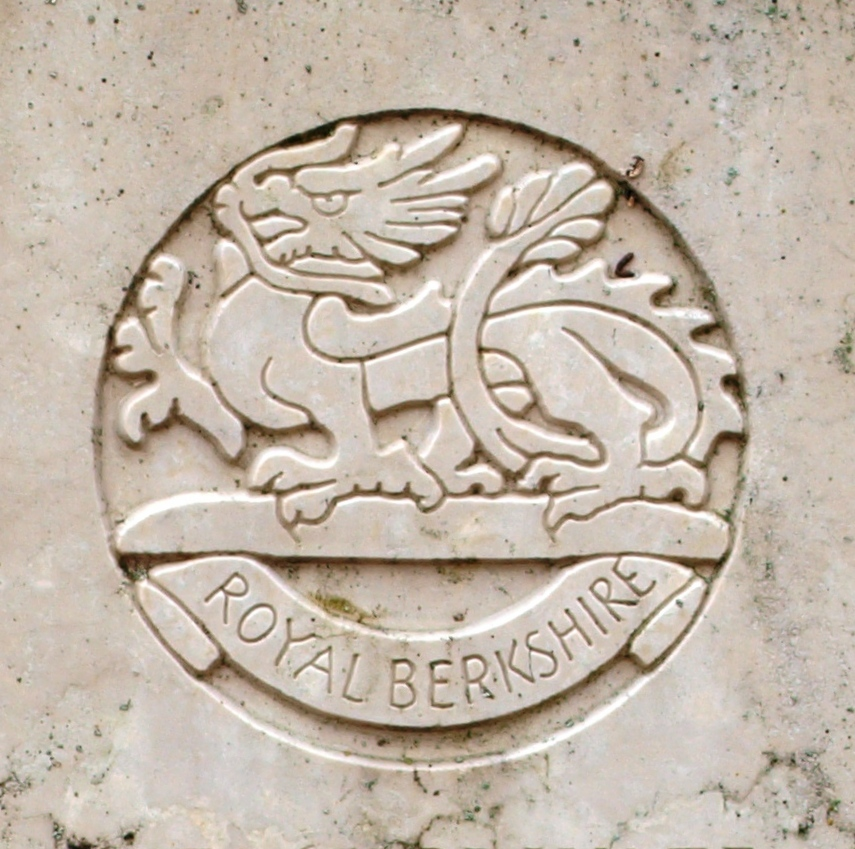
Sur une sépulture militaire britannique dans le cimetière communal de Vouziers.

The Royal Berkshire Regiment (Princess Charlotte of Wales's) était un régiment d'infanterie de la British Army formé en 1881 par l'amalgamation du 49th (Princess Charlotte of Wales's) (Hertfordshire) Regiment of Foot (en) et du 66th (Berkshire) Regiment of Foot (en). Le régiment a originellement été formé en tant que The Princess Charlotte of Wales's (Berkshire Regiment) prenant l'honorifique du 49th qui devient le premier bataillon et le comté du 66th qui devient le second bataillon. En 1885, le régiment a obtenu le titre royal et devient The Princess Charlotte of Wales's (Royal Berkshire Regiment). En 1921, les titres sont inversés et le régiment devient The Royal Berkshire Regiment (Princess Charlotte of Wales's). Après avoir servi durant la Première Guerre mondiale, le régiment fut amalgamé au The Duke of Edinburgh's Royal Regiment (Berkshire and Wiltshire) (en) en 1959.

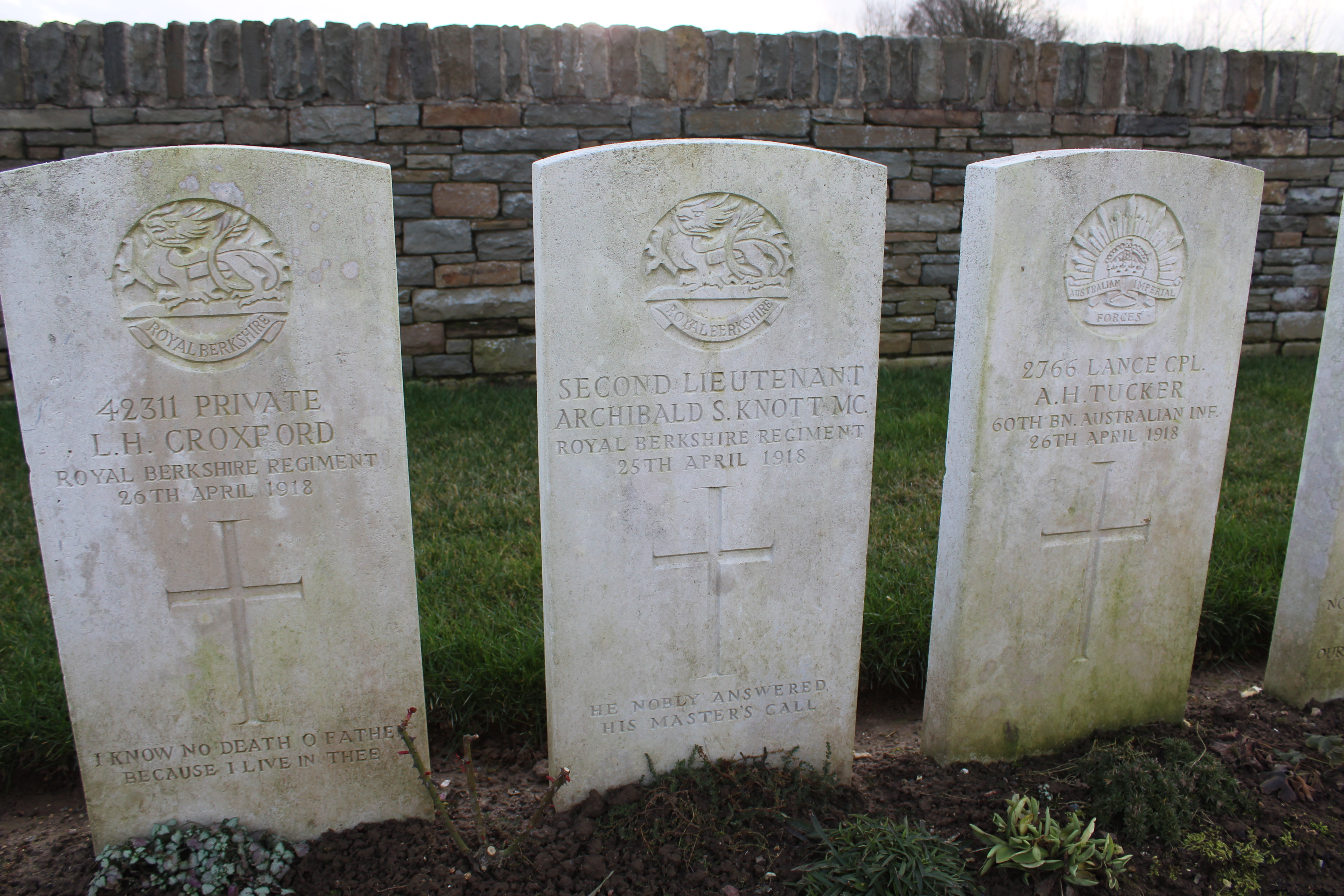
Tombes de deux soldats du Roral Berkshire Regiment tombés en Picardie en avril 1918.